# مارك ستيوارت (سياسي)
مارك ستيوارت (بالإنجليزية: Mark Stewart)‏ هو سياسي أسترالي، ولد في 16 أغسطس 1979. حزبياً، نشط في الحزب الوطني الليبرالي في كوينزلاند. وقد انتخب عضو المجلس التشريعي ولاية كوينزلاند.